# Sholeh Irani
Sholeh Irani är en  svensk journalist, kvinnorättsaktivist och författaresom gjort sig känd för sitt arbete för kvinnors rättigheter samt frigörelse från religiösa normer i bland annat Iran. 2001 belönades hon med Hedeniuspriset som ges ut av förbundet Humanisterna för sitt arbete. Hon är även en av författarna i antalogin